# 施托尔克
施托尔克是德国石勒苏益格－荷尔斯泰因州的一个市镇。总面积14.54平方公里，总人口810人，其中男性400人，女性410人（2011年12月31日），人口密度56人/平方公里。